# America (Limburg)

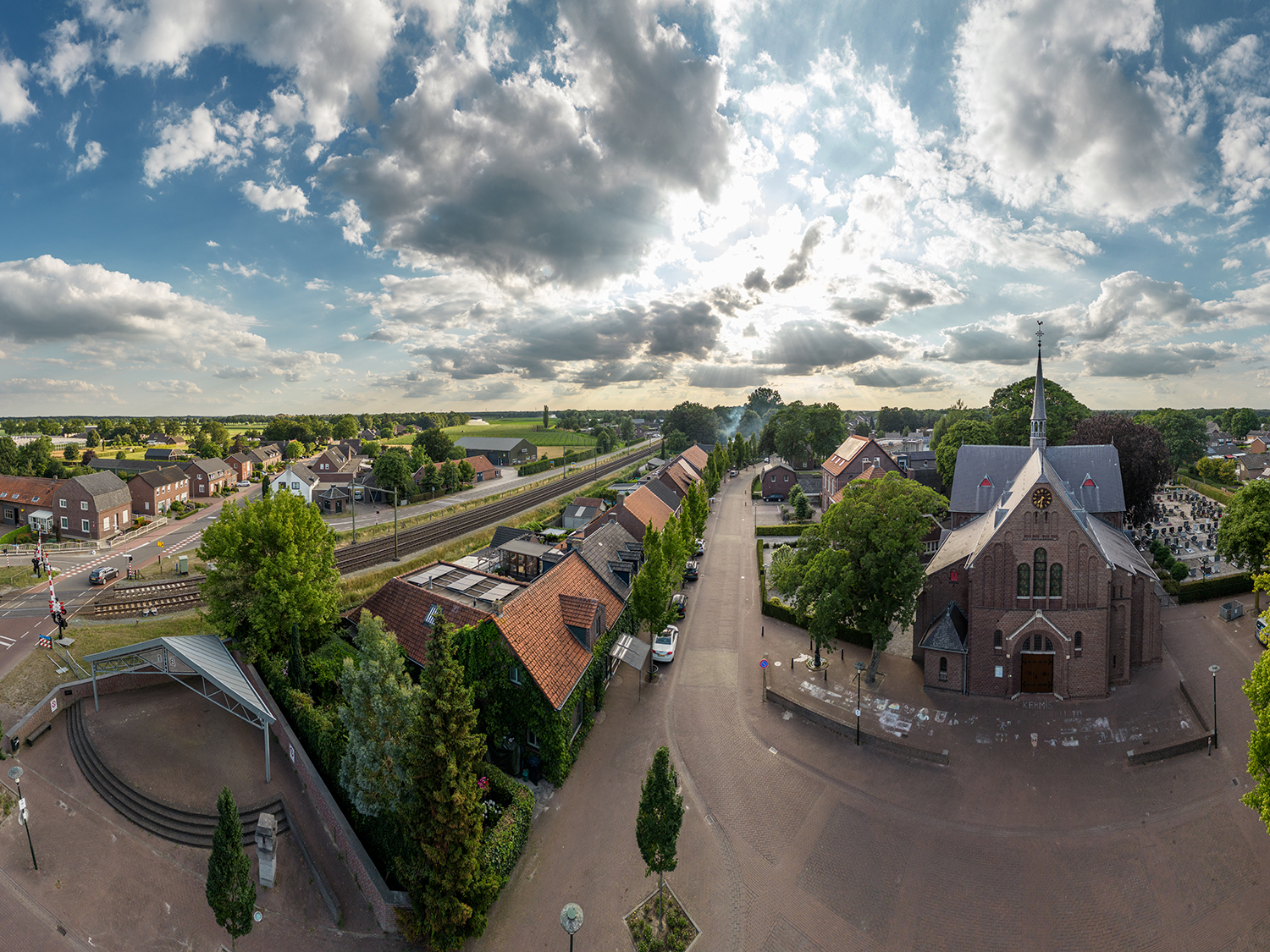
Panorama America met Sint-Josephkerk

America (Limburgs: Amerika) is een plaats in het noorden van de Nederlandse provincie Limburg en is een van de zestien kerkdorpen van de gemeente Horst aan de Maas.
America ligt aan de spoorlijn Venlo - Eindhoven. Vroeger had het een eigen station, station America.

## Algemeen
Het van oudsher agrarische karakter vindt men nog steeds terug in America. Naast de agrarische bedrijven is de recreatieve sector sterk in opkomst, mede door het recreatiegebied Park de Peelbergen. Net buiten de bebouwde kom van America liggen twee grote recreatieparken van Center Parcs: Het Meerdal en Limburgse Peel. Behalve door deze grote recreatieparken is America ook bekend geworden door de band Rowwen Hèze. Deze Tex-mex-formatie zingt in het plaatselijke dialect.
Het dorp telde op 1 januari 2023 2.200 inwoners en ruim 800 woningen. Met ruim 50 verenigingen en stichtingen is America een actieve gemeenschap.

## Geschiedenis
Het dorp America ontstond in de late negentiende eeuw als veenarbeiders- en heideontginningsdorp, aan de spoorlijn van Eindhoven naar Venlo. Het kreeg zijn eigen Station America. Het station was nodig voor transport van turf, die in de Peel was gewonnen. Het station werd in 1970 afgebroken.
Het is aannemelijk dat de plaatsnaam afgeleid is van het continent Amerika. In meerdere delen van Nederland komen in jonge heideontginningen uitheemse land-, plaats- en streeknamen voor die een associatie leggen met de afgelegenheid van het gebied. Aan de Limburgse kant van de Peel komen bijvoorbeeld de terreinnamen Californië en Siberië voor. Een herleiding van America uit het Duitse am Erica ('aan het heideveld') is vermoedelijk een vorm van volksetymologie.
America werd op 22 november 1944 bevrijd door Britse troepen.
Tot 31 december 2000 behoorde America tot de gemeente Horst die per 1 januari 2001 opging in de gemeente Horst aan de Maas.

## Bezienswaardigheden
- De Sint-Jozefkerk, uit 1892.
- Boerderij Nieuwe Peeldijk 19, uit 1840, is een vroege ontginningsboerderij.
- De voormalige Openbare Lagere School, aan Nusseleinstraat 1-5, uit 1888, ontworpen door Emmanuel Corbey.
- Oude pastorie, aan Pastoor Jeukenstraat 6, uit 1892, ontworpen door Jacques van Groenendael, en in 1924 verbouwd tot klooster voor de Zusters van de Goddelijke Voorzienigheid.

## Musea
- Het Peelmuseum

## Natuur en landschap
America ligt in de Peel, op een hoogte van ongeveer 30 meter. Natuurgebieden in de omgeving zijn het Putbos (18 ha) nabij visvijver De Put in het westen, en de Schadijkse bossen ten noorden van America. Het grootste deel van de omgeving bestaat uit landbouwontginningen.

## Bekende inwoners van America
- Hub van Doorne (1900-1979), oprichter van wat later het DAF-concern zou zijn
- Bert Poels (1916-2007), verzetsstrijder in WO II
- Evert Rongen (1937), voorzitter directie DSM en Eerste Kamerlid
- Theo Rongen (1943-2025), politicus
- Jack Poels (1957), zanger van Rowwen Hèze en schilder
- Joey Litjens (Venray, 1990), motorrijder
- Christiaan Hesen, alias Rowwen Hèze (Horst, 1853 - Steyl, 1947), legendarische dorpsfiguur; de band Rowwen Hèze is naar hem vernoemd

## Nabijgelegen kernen
Griendtsveen, Leunen, Meterik, Hegelsom, Kronenberg

## Galerij

Ligging van America in Horst aan de Maas
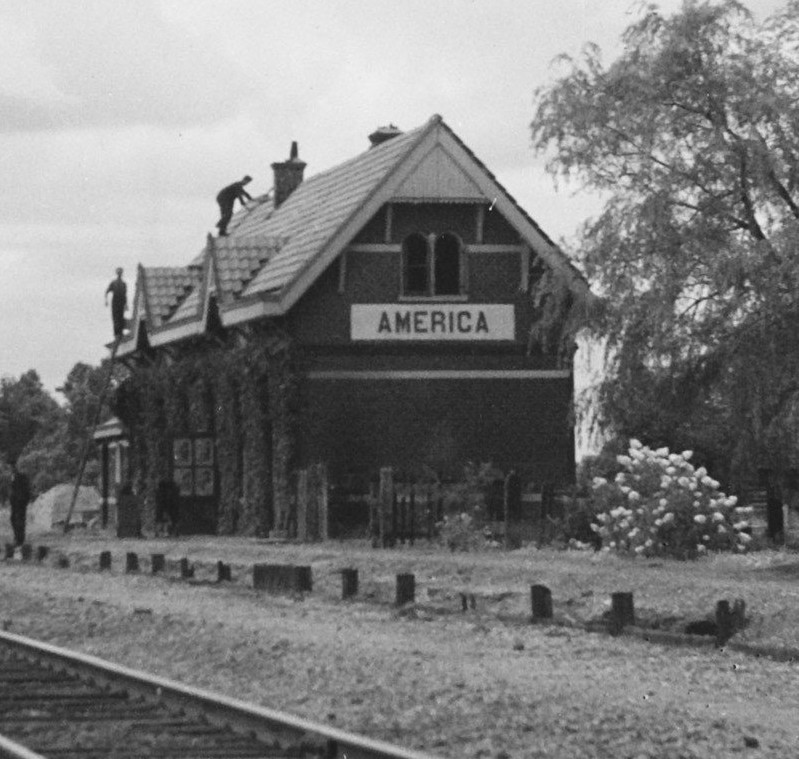
Station America in 1945
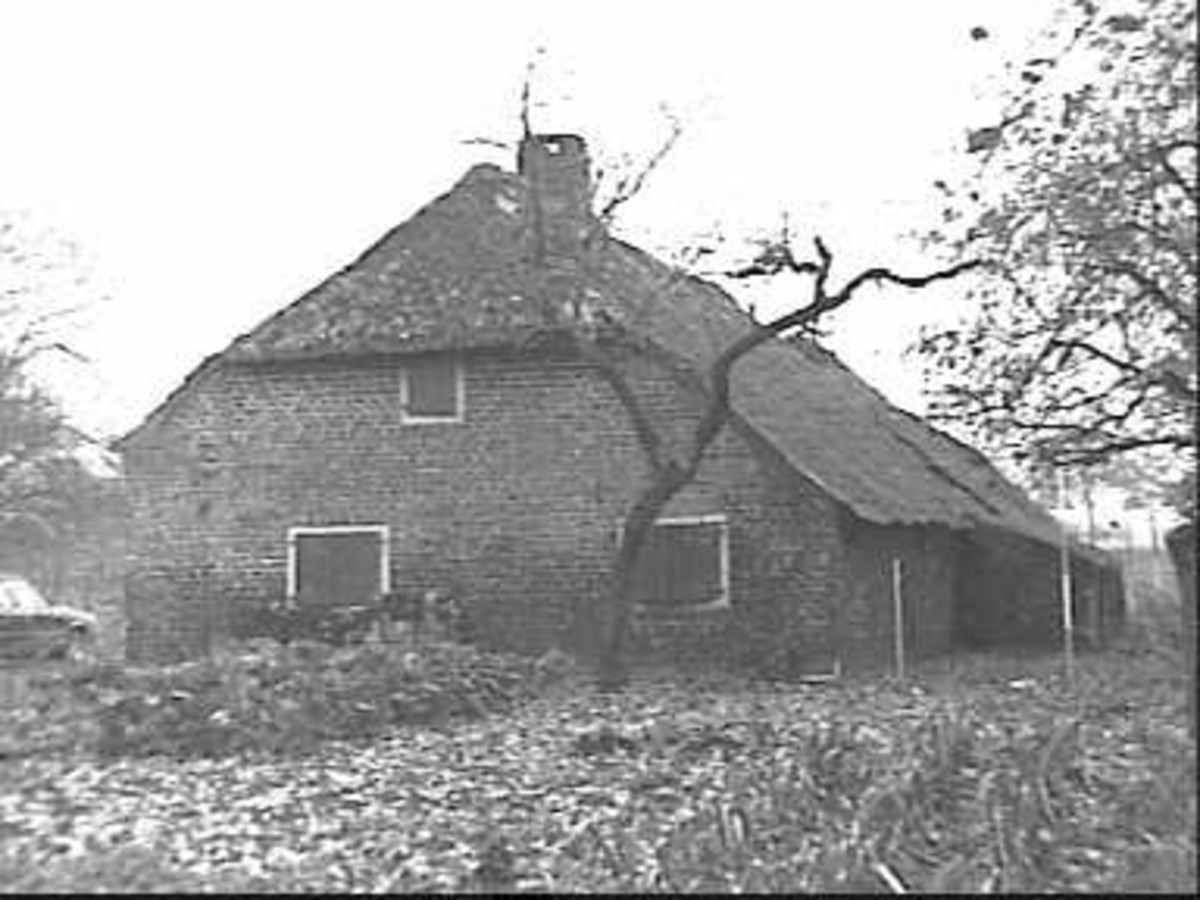
Monumentale boerderij Hofweg 34